# Serafín Luis Alberto Cartagena Ocaña

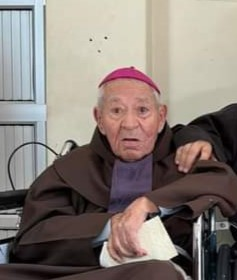
Serafín Luis Alberto Cartagena Ocaña, 2024

Serafín Luis Alberto Cartagena Ocaña OFM (* 7. November 1924 in Tixán) ist emeritierter Apostolischer Vikar von Zamora in Ecuador.

## Leben
Luis Alberto Cartagena Ocaña studierte am Franziskanerseminar von Quito. Er trat der Ordensgemeinschaft der Franziskaner bei, nahm den Ordensnamen Serafín an und empfing am 1. April 1951 die Priesterweihe. Nach seiner Priesterweihe war er als Missionar in der Provinz Zamora Chinchipe tätig.
Papst Johannes Paul II. ernannte ihn am 17. Mai 1980 zum Apostolischen Präfekt von Galápagos. Am 10. September 1982 ernannte er ihn  zum Apostolischen Vikar von Zamora und zum Titularbischof von Gibba.
Der Apostolische Nuntius in Ecuador Vincenzo Maria Farano, weihte ihn am 2. Februar des nächsten Jahres zum Bischof; Mitkonsekratoren waren Bernardino Carlos Guillermo Honorato Echeverría Ruiz OFM, Erzbischof von Guayaquil, und Luis Alberto Luna Tobar OCD, Erzbischof von Cuenca. Am 1. Februar 2003 nahm Johannes Paul II. seinen altersbedingten Rücktritt an.
Im September 2019 bezeichnete er in einem Interview Homosexualität als eine Handlung „gegen die Natur selbst“. Da „Gott Mann und Frau für die Menschheit geschaffen“ habe, sei die „fleischliche Verbindung zwischen Menschen des gleichen Geschlechts verwerflich“.